# Episodi di Io e i miei tre figli (settima stagione)
La settima stagione della serie televisiva Io e i miei tre figli (My Three Sons) è andata in onda negli Stati Uniti dal 15 settembre 1966 all'11 maggio 1967 sulla CBS.
| nº | Titolo originale             | Prima TV USA      | Titolo italiano | Prima TV Italia |
| -- | ---------------------------- | ----------------- | --------------- | --------------- |
| 1  | Stag at Bay                  | 15 settembre 1966 |                 |                 |
| 2  | Fly Away Home                | 22 settembre 1966 |                 |                 |
| 3  | Forget Me Not                | 29 settembre 1966 |                 |                 |
| 4  | Good Guys Finish Last        | 6 ottobre 1966    |                 |                 |
| 5  | Arrivederci Robbie           | 13 ottobre 1966   |                 |                 |
| 6  | If at First                  | 20 ottobre 1966   |                 |                 |
| 7  | Robbie's Underground Movie   | 3 novembre 1966   |                 |                 |
| 8  | Fiddler Under the Roof       | 10 novembre 1966  |                 |                 |
| 9  | Happy Birthday, World        | 17 novembre 1966  |                 |                 |
| 10 | The Awkward Age              | 1º dicembre 1966  |                 |                 |
| 11 | A Real Nice Time             | 8 dicembre 1966   |                 |                 |
| 12 | A Falling Star               | 15 dicembre 1966  |                 |                 |
| 13 | Tramp or Ernie               | 22 dicembre 1966  |                 |                 |
| 14 | Grandma's Girl               | 29 dicembre 1966  |                 |                 |
| 15 | You Saw a What?              | 5 gennaio 1967    |                 |                 |
| 16 | Both Your Houses             | 12 gennaio 1967   |                 |                 |
| 17 | My Pal Dad                   | 19 gennaio 1967   |                 |                 |
| 18 | TV or Not TV                 | 26 gennaio 1967   |                 |                 |
| 19 | My Dad, the Athlete          | 2 febbraio 1967   |                 |                 |
| 20 | The Good Earth               | 9 febbraio 1967   |                 |                 |
| 21 | My Son, the Bullfighter      | 16 febbraio 1967  |                 |                 |
| 22 | The Best Man                 | 23 febbraio 1967  |                 |                 |
| 23 | Now in My Day                | 2 marzo 1967      |                 |                 |
| 24 | Melinda                      | 9 marzo 1967      |                 |                 |
| 25 | Charley O' the Seven Seas    | 16 marzo 1967     |                 |                 |
| 26 | Help the Gypsies Are Coming! | 23 marzo 1967     |                 |                 |
| 27 | Ernie's Folly                | 30 marzo 1967     |                 |                 |
| 28 | Ernie's Crowd                | 6 aprile 1967     |                 |                 |
| 29 | Ernie and the O'Grady        | 13 aprile 1967    |                 |                 |
| 30 | The Sky Is Falling           | 20 aprile 1967    |                 |                 |
| 31 | So Long Charley, Hello       | 27 aprile 1967    |                 |                 |
| 32 | Weekend in Paradise          | 11 maggio 1967    |                 |                 |

## Stag at Bay
- Prima televisiva: 15 settembre 1966

### Trama
- Guest star: Gil Lamb (Tom), William Keene (Fergie), John Howard (Dave Welch), Paul Sorensen (poliziotto)

## Fly Away Home
- Prima televisiva: 22 settembre 1966

### Trama
- Guest star: Irene Tedrow (Mrs. Travers), Eddie Rosson (Phil), Mason Curry (Red), Pamelyn Ferdin (Roseann), Virginia Grey (Ellen), Percy Helton (uomo), Charles Herbert (Eddie), Burt Mustin (anziano), Dave Willock (Ed)

## Forget Me Not
- Prima televisiva: 29 settembre 1966

### Trama
- Guest star: Joan Caulfield (Florence)

## Good Guys Finish Last
- Prima televisiva: 6 ottobre 1966

### Trama
- Guest star: Jay North (Dave Welch Jr.), John Hubbard (Mr. Reynolds), Benson Fong (Ray Wong), John Howard (Dave Welch), Warren Hsieh (Preston Wong), Joan Vohs (Miss Terry)

## Arrivederci Robbie
- Prima televisiva: 13 ottobre 1966

### Trama
- Guest star: Donald Losby (Floyd), Lenore Kingston (Miss Wilkins), Tom Andre (Dan), Judy Cannon (Giannina Marino), Pat DeSimone (Joe), Richard Reed (Michelangelo)

## If at First
- Prima televisiva: 20 ottobre 1966

### Trama
- Guest star: Kathryn Minner (signora anziana), Chet Stratton (Barlow)

## Robbie's Underground Movie
- Prima televisiva: 3 novembre 1966

### Trama
- Guest star: Paul Sorensen (poliziotto), Jerry Rannow (Griff), Tamara Asseyev (Student), Ralph Barnard (professore Bartlett), Linda Foster (Gina Rose), Johnny Washbrook (Davidson)

## Fiddler Under the Roof
- Prima televisiva: 10 novembre 1966

### Trama
- Guest star: Leon Belasco (professore Lombardi), Mary Anne Durkin (ragazza), Jerry Hausner (Mr. Sprankle)

## Happy Birthday, World
- Prima televisiva: 17 novembre 1966

### Trama
- Guest star: Ann Marshall (Marge), John Howard (Dave Welch), Tamara Asseyev (Ann), Terry Baker (Evarista Marie), Brenda Benet (Elyse), Richard Bull (Mr. Rhodes), Mimi Gibson (Carol), Ralph Hart (Kerwin), Carleton Young (Mr. Haines)

## The Awkward Age
- Prima televisiva: 1º dicembre 1966

### Trama
- Guest star: Oliver McGowan (dottor Thornton), Jennifer Lea (Mary), Ron Brogan (Bert), Robert Brubaker (Mr. Baker), Laurence Haddon (Don Lennox), Susan Oliver (Jerry Harper)

## A Real Nice Time
- Prima televisiva: 8 dicembre 1966

### Trama
- Guest star: Tommy Noonan (Bob Jonley), John Frederick (Maitre d'), Sherry Alberoni (Nan), Dennis Pepper (George)

## A Falling Star
- Prima televisiva: 15 dicembre 1966

### Trama
- Guest star: Jaye P. Morgan (Claudia Farrell), John Howard (Dave Welch), Ron Anton (Manager), Jerry Davis (Beatnik Boy), Sally Smith (ragazza)

## Tramp or Ernie
- Prima televisiva: 22 dicembre 1966

### Trama
- Guest star: Shirley O'Hara (Mrs. Willis), Bill Quinn (dottor Parker)

## Grandma's Girl
- Prima televisiva: 29 dicembre 1966

### Trama
- Guest star: Terry Burnham (Gail), Jeanette Nolan (nonna)

## You Saw a What?
- Prima televisiva: 5 gennaio 1967

### Trama
- Guest star: Del Moore (Jim King), Jonathan Kidd (Manning), Alan Baxter (generale Carstairs), Lindy Davis (Tom), Rory Stevens (Paul)

## Both Your Houses
- Prima televisiva: 12 gennaio 1967

### Trama
- Guest star: Jackie DeShannon (Peggy Snell), Joel Davison (Sonny), Elvia Allman (Maude Prosser), Kevin Corcoran (Pete), Constance Moore (Vera Snell)

## My Pal Dad
- Prima televisiva: 19 gennaio 1967

### Trama
- Guest star: Aki Hara (Eiko Yamato), John Howard (Dave Welch)

## TV or Not TV
- Prima televisiva: 26 gennaio 1967

### Trama
- Guest star: Grace Lenard (Actress in Soap Opera), Jerry Rannow (Marshall), Jenny Maxwell (Vanessa Harrington), John Howard (Dave Welch), Richard Jury (Prof. Van Rensaleer), Judy Parker (Coed), Johnny Washbrook (Ferris), Barry Brooks (attore Soap Opera)

## My Dad, the Athlete
- Prima televisiva: 2 febbraio 1967

### Trama
- Guest star: Mike Wagner (Dave Bennett), Rory O'Brien (Gary Linden), Herbert Anderson (Joe Linden), Keith Jones (Mike McCracken), Jackie Minty (Tom Bennett), Bill Zuckert (Harry McCracken)

## The Good Earth
- Prima televisiva: 9 febbraio 1967

### Trama
- Guest star: Doodles Weaver (Jesse Prouty), Herb Vigran (Caretaker), Ricky Allen (Hoby), Kaye Elhardt (receptionist), Maxine Semon (Mrs. Prouty), Jimmy Stiles (Clyde), Vincent Van Lynn (Mr. Hargrove), Lynette Winter (Lena Sue)

## My Son, the Bullfighter
- Prima televisiva: 16 febbraio 1967

### Trama
- Guest star: Alejandro Rey (Manuelle), Judy Parker (Nancy), William Boyett (cowboy), Patricia McNulty (Ellen), Alberto Morin (Prof. Madora), Heather North (Gretchen), Walter Sande (Art)

## The Best Man
- Prima televisiva: 23 febbraio 1967

### Trama
- Guest star: Astrid Warner (damigella), Hugh Lawrence (giudice O'Malley), Marianna Hill (Denise), Craig Shreeve (Tom Hayden), Annette Cabot (damigella)

## Now in My Day
- Prima televisiva: 2 marzo 1967

### Trama
- Guest star: Mary LaRoche (Nancy Billings), Chrystine Jordan (Debbie), Sidney Clute (Milt), Kelly Flynn (Frank), David Foley (Billy), Susan Gordon (Marcia), Marcia Mae Jones (Vera), Kevin Tate (Sheldon)

## Melinda
- Prima televisiva: 9 marzo 1967

### Trama
- Guest star: Ilana Dowding (Geraldine), Coleen Gray (Natalie), Morgan Brittany (Melinda), Kelly Flynn (Tommy)

## Charley O' the Seven Seas
- Prima televisiva: 16 marzo 1967

### Trama
- Guest star: Lillian Bronson (Mrs. Benson), Jan Clayton (Verna Benson)

## Help the Gypsies Are Coming!
- Prima televisiva: 23 marzo 1967

### Trama
- Guest star: Stuart Nisbet (poliziotto), Rick Natoli (Lazlo), Kurt Kasznar (Boris Chaputnik), Lili Valenty (Madame Olga)

## Ernie's Folly
- Prima televisiva: 30 marzo 1967

### Trama
- Guest star: Ted Eccles (Greg), Ila Britton (Mrs. Hobbs), Julia Benjamin (Donna), Stephen McEveety (Kenny)

## Ernie's Crowd
- Prima televisiva: 6 aprile 1967

### Trama
- Guest star: Ralph Hart (Kerwin), Pauline Drake (Frieda), Lynn Borden (Helen Mitchell), Dana Dillaway (Donna Jo), Bobby Diamond (Scuba), Chrystine Jordan (Claudia Sue), Julie Parrish (Carole), Bruce Blau (studente)

## Ernie and the O'Grady
- Prima televisiva: 13 aprile 1967

### Trama
- Guest star: Eddie Foy Jr. (Edward Alexander O'Grady), Paul Sorensen (Policeman Kelly)

## The Sky Is Falling
- Prima televisiva: 20 aprile 1967

### Trama
- Guest star: Steve Franken (Al Morgan), Catherine Ferrar (Eloise), David Brandon (Ed Bradley), Victoria Carroll (Gwen), Betty Lynn (Lois Bradley)

## So Long Charley, Hello
- Prima televisiva: 27 aprile 1967

### Trama
- Guest star: Elsie Baker (Spinster), James Gregory (Cappy Engstrom), Leonard Yorr (Smitty)

## Weekend in Paradise
- Prima televisiva: 11 maggio 1967

### Trama
- Guest star: Leslie Matsunaga (Donna), Craig Matsunaga (Fred), Susan Seaforth Hayes (Judith Leslie), Richard Loo (Chang), John Howard (Dave Welch), Napua Wood (Nani), Tiki Santos (Manaka), Lloyd Kino (Harry Ho), Bernie Gozier (Namani), Mel Prestidge (poliziotto), John Malone (turista), Lucia Valero (Manahua)